# 阿武貴宏
阿武 貴宏（あんの たかひろ、1971年4月29日 - ）は、山口県阿武郡福栄村（現萩市）出身の、日本の柔道選手である。階級は71kg級。身長170cm。2歳年下の妹は世界選手権56kg級代表の阿武美和。5歳年下の妹はアテネオリンピック78kg級で優勝した阿武教子。

## 経歴
荻スポーツ少年団に所属していた小学校5年の時に全国少年柔道大会の個人戦無差別で3位になった。6年の時は2位となった。柔道私塾の講道学舎に入るために上京すると、弦巻中学へ通うことになった。
世田谷学園高校へ進むと、1年の時には全国高校選手権の団体戦で3位だった。2年の時にはインターハイ団体戦決勝で東海大学付属福岡高等学校|東海大第五高校と対戦すると、相手エースの中村佳央に後袈裟固で敗れるなどしてチームは2位にとどまった。全国高校選手権の団体戦ではエースの松本昌広や1年後輩の田辺勝などとともに活躍して優勝を勝ち取った。3年の時には金鷲旗で優勝するが、インターハイの団体戦では予選リーグで敗れて2年ぶり3度目の高校団体3冠(高校選手権、金鷲旗、インターハイ)はならなかった。
1990年には国士舘大学へ進学するも、大学時代は特に際立った成績を収めることはなかった。1994年には妹の美和に続いて警視庁へ入庁した。講道館杯の71kg級では準決勝でアジア大会2位である綜合警備保障の藤山茂を背負投で破るなど予想外の活躍で決勝まで進むと、東海大学3年の岩川武久に1－2の微妙な判定で敗れるも2位となり、23歳になってようやく強化指定選手に選出された。1995年には体重別と講道館杯及び環太平洋柔道選手権大会でそれぞれ3位に入った。全国警察柔道選手権大会の軽量級では決勝で同じ警視庁の岡田保彦を破って優勝を飾った。1996年の体重別でも3位になった。1997年の講道館杯では73kg級に出場して3位だった。1999年の全国警察柔道選手権大会では81kg級決勝で警視庁の窪田和則に敗れて2位だった。
現役引退後の2004年には、妹の教子のために全ての全日本強化合宿とアテネオリンピックに付き人として帯同するなど、金メダル獲得への手助けをすることになった。妹の打ち込みパートナーを務めたが、この当時93kgあった体重を妹の対戦相手に近い85kgあたりまで落とした。そのため、妹は本番を想定した練習に打ち込めて、気分的にもリラックスできたと語っている。

## 戦績
- 1982年 -　全国少年柔道大会　5年生の部　3位
- 1983年 -　全国少年柔道大会　6年生の部　2位
- 1988年 -　全国高校選手権　団体戦　3位
- 1988年 -　インターハイ　団体戦　2位
- 1988年 -　新人体重別　3位
- 1989年 -　全国高校選手権　団体戦　優勝
- 1989年 -　国際高校柔道選手権大会　優勝
- 1989年 -　金鷲旗　優勝
- 1994年 -　講道館杯　2位
- 1995年 -　体重別　3位
- 1995年 -　環太平洋柔道選手権大会　3位
- 1995年 -　全国警察柔道選手権大会　優勝　軽量級
- 1995年 -　講道館杯　3位
- 1996年 -　体重別　3位
- 1996年 -　アジア選手権　7位
- 1996年 - 嘉納杯　5位
- 1997年 -　講道館杯　3位　73kg級
- 1999年 -　全国警察柔道選手権大会 　2位　81kg級

(出典)。